# Геппенер, Владимир Бертрамович
Владимир Бертрамович Геппенер (1914—1990) — разработчик бортовой аппаратуры систем ближней навигации и посадки летательных аппаратов.

## Биография
Родился в 1914 году[уточнить] в городе Петроград.
До 1935 года работал фрезеровщиком на заводе «Электроаппарат» и техником в Центральной радиолаборатории (будущий ИРПА — Институт радиовещательного приема и акустики им. А. С. Попова).
В 1940 году окончил ЛЭТИ.
В 1940—1947 в армии, младший техник-лейтенант, воевал в составе соединений Северо-Западного и 2-го Белорусского фронтов.
С 1947 году работал в НИИ-23 (с 1967 г. ВНИИРА — ВНИИ радиоаппаратуры), занимался разработкой бортовой аппаратуры систем ближней навигации и посадки.
Скончался в 1990 году[уточнить].

## Семья
Сын — Владимир, доктор технических наук.

## Награды и премии
- 1942 — Орден Красной Звезды[1]
- 1945 — Орден Отечественной войны II степени[2]
- 1952 — Сталинская премия за 1951 год — за работу в области техники (за участие в создании системы инструментального захода на посадку «СП-50»).
- 1968 — Государственная премия СССР 1967 года — за участие в разработке системы радионавигации РСБН.
- 1985 — Орден Отечественной войны II степени (6.04.1985).